# MotherFatherSon
MotherFatherSon est une série télévisée britannique en huit épisodes de 60 minutes créée par Tom Rob Smith et diffusée du 6 mars au 24 avril 2019 sur BBC Two.
En Belgique, elle est diffusée en VOSTFr depuis le 4 septembre 2019 sur La Trois. En France, elle a été diffusée intégralement le 13 février 2020 sur le service StarzPlay. Elle reste inédite dans les autres pays francophones

## Synopsis
Max Finch est un homme d'affaires américain rayonnant dans le monde entier et très influent dans le milieu politique. Son fils Caden est à la tête du journal détenu par son père à Londres. Face au comportement autodestructeur de Caden, ses parents doivent prendre des mesures pour sauver leur fils, et l'empire familial aussi menacé.

## Distribution
- Richard Gere (VF : Richard Darbois) : Max Finch
- Helen McCrory : Kathryn Villiers
- Billy Howle (VF : Martin Faliu) : Caden Finch
- Pippa Bennett-Warner (en) (VF : Audrey Sourdive) : Lauren Elgood
- Sinéad Cusack (VF : Colette Venhard) : Maggie Barns
- Joseph Mawle : Scott Ruskin
- Paul Ready : Nick Caplan
- Danny Sapani (VF : Thierry Desroses) : Jahan Zakari
- Sarah Lancashire (VF : Blanche Ravalec) : Angela Howard

## Épisodes
Ce thriller politico-journalistique est composé de huit épisodes, sans titres. James Kent a réalisé les épisodes 1, 2, 7 et 8, alors que Charles Sturridge a réalisé les épisodes 3 à 6.